# Швеция на зимних Олимпийских играх 1972
Швеция принимала участие в Зимних Олимпийских играх 1972 года в Саппоро (Япония) в одиннадцатый раз за свою историю, и завоевала одну золотую, одну серебряную и две бронзовые медали. Сборную страны представляли 12 женщин.

## Золото
- Лыжные гонки, 15 км, мужчины - Свен-Оке Лундбек.

## Серебро
- Конькобежный спорт, 500 метров, мужчины - Хассе Бёрьес.

## Бронза
- Конькобежный спорт, 1 500 метров, мужчины - Гёран Клаесон.
- Биатлон, 30 км, мужчины - Lars-Göran Arwidson.